# EJay

Screenshot di EJay Techno 4 (2004)

eJay è una serie di software in cui è possibile creare della musica facendo i propri "pezzi" da zero o utilizzando la vasta gamma di suoni già pronti per comporre la propria canzone. eJay non è altro che un programma stile Music Maker molto più semplice che permette ai principianti come ai più esperti di comporre la propria musica, che sia Dance, Techno o Hip Hop a differenza della versione del programma di eJay che si dispone. eJay è nato nel 1997 con la prima versione Dance eJay, contenente sia pezzi house che latin e trance, molto basilare, pubblicata sia per PC che per PlayStation.

## Versioni di eJay pubblicate ufficialmente
| Titolo                | Tipo             | Pubblicato | Sviluppato da       |
| --------------------- | ---------------- | ---------- | ------------------- |
| Dance eJay            | Music Creation   | 1997       | eJay GmBH           |
| Rave eJay             | Music Creation   | 1998       | eJay GmBH           |
| Dance 2               | Music Creation   | 1999       | eJay GmBH           |
| Hiphop eJay           | Music Creation   | 1999       | eJay GmBH           |
| Techno eJay           | Music Creation   | 1999       | eJay GmBH           |
| Dance 2+              | Music Creation   | 2000       | eJay GmBH           |
| Dance 3               | Music Creation   | 2000       | eJay GmBH           |
| Hiphop 2              | Music Creation   | 2000       | eJay GmBH           |
| Techno 2              | Music Creation   | 2000       | eJay GmBH           |
| 360 Xtreme Soundtraxx | Music Creation   | 2001       | eJay GmBH           |
| Dance 4               | Music Creation   | 2001       | eJay GmBH           |
| Dance 5               | Music Creation   | 2001       | eJay GmBH           |
| Hiphop 3              | Music Creation   | 2001       | eJay GmBH           |
| Dance 6               | Music Creation   | 2002       | eJay GmBH           |
| DJ Mixstation         | DJ Mixing        | 2002       | Atomix              |
| Techno 3              | Music Creation   | 2002       | eJay GmBH           |
| DJ Mixstation 2       | DJ Mixing        | 2003       | Atomix              |
| Hiphop 4              | Music Creation   | 2003       | eJay GmBH           |
| DJ Mixstation 3       | DJ Mixing        | 2004       | Atomix              |
| Hiphop 5              | Music Creation   | 2004       | eJay GmBH           |
| Techno 4              | Music Creation   | 2004       | eJay GmBH           |
| Dance 7               | Music Creation   | 2005       | Checkmate Solutions |
| Hiphop 6              | Music Creation   | 2005       | Checkmate Solutions |
| Techno 5              | Music Creation   | 2006       | Checkmate Solutions |
| Rave 1                | Music Creation   | 2007       | eJay GmBH           |
| House 1               | Music Creation   | 2007       | eJay GmBH           |
| R & B 1               | Music Creation   | 2007       | Tantrumedia         |
| Virtual Music Studio  | Music Creation   | 2007       | Tantrumedia         |
| Virtual Music Manager | Music Management | 2007       | Helium              |
| DJ Mixstation 4       | DJ Mixing        | 2008       | MixVibes            |
| Virtual Sounds 1      | Sound Samples    | 2008       | eJay                |
| Virtual Sounds 2      | Sound Samples    | 2008       | eJay                |
| Virtual Sounds 3      | Sound Samples    | 2008       | eJay                |
| eQuality              | Music Creation   | Cancelled  | Tantrumedia         |

eJay 360 Xtreme Soundtraxx (prodotto nel 2001) è il primo software eJay che include una sorta di movie maker che permette all'utente di accompagnare la propria musica con un proprio video personalizzato.